# Михалково (Черновицкая область)
Миха́лково (укр. Михалкове) — село в Сокирянской городской общине Днестровского района Черновицкой области Украины.
До 2020 года входило в Сокирянский район.
Население по переписи 2001 года составляло 2139 человек. Почтовый индекс — 60234. Телефонный код — 3739. Код КОАТУУ — 7324086001.